# The Final Fantasy Legend
The Final Fantasy Legend, conocido en Japón como Makai Toushi Sa·Ga (魔界塔士 Sa·Ga, El Guerrero de la Torre Infernal ~ Sa·Ga), es un videojuego para Game Boy que sacó la compañía Square en diciembre de 1989. Es el primer juego de la serie SaGa y el primer videojuego de rol que salió para dicha consola. La traducción del título en inglés la realizó Square el 30 de septiembre de 1990 para asociarlo con la saga Final Fantasy y aprovecharse del éxito que tenía entonces. En 1998, Sunsoft sacó otra versión en América del Norte; seguido por Square con su versión mejorada para WonderSwan Color en 2002 y para teléfonos móviles en 2007.
El sistema de batalla de The Final Fantasy Legend es parecido al sistema por turnos de Final Fantasy II. Dependiendo de las acciones del jugador, la batalla se desarrollará de un modo u otro, pudiendo usar una gran variedad de armas, armaduras y habilidades para derrotar a los monstruos y demonios. El juego cuenta la historia de cuatro héroes que intentan escalar una torre ubicada en el centro del mundo, la cual, supuestamente conduce al paraíso. Estos pueden pertenecer a una de las tres clases de personaje, llevando así a una personalización única del juego.
The Final Fantasy Legend fue creado por Nobuyuki Hoshino y desarrollado bajo la dirección de Akitoshi Kawazu, mientras que el reconocido compositor Nobuo Uematsu escribió su partitura. Con este juego, Square consiguió el primer millón de ventas, con una cifra que ascendía a 1.37 millones de copias vendidas. Aunque fue publicado con opiniones dispares, desde entonces, ha sido descrito como uno de los mejores juegos de Game Boy y ha sido citado como influencia para franquicias de series como Pokémon.

## Modo de juego
En The Final Fantasy Legend, el jugador recorre el mundo del juego con un equipo de hasta cuatro personajes, explorando áreas e interactuando con otros personajes no manejables. La mayor parte del juego se desarrolla en pueblos, castillos, cuevas y áreas por el estilo. Para poder ayudar al jugador en su exploración, el juego cuenta con diferentes signos dentro de los pueblos. En un principio, el jugador está limitado en cuanto a zonas para explorar, pero conforme avanza con su aventura, empieza a tener más acceso a otros mundos, e incluso a la Torre por la que tiene que subir. Para poder continuar con su partida, los jugadores pueden guardar en cualquier momento y lugar, siempre y cuando no se encuentren en combate.
Los jugadores pueden viajar entre las localizaciones a través del mapa del mundo, el cual es una representación reducida de varios mundos de Final Fantasy Legend. También pueden desplazarse libremente por el mapa del mundo a no ser que encuentren restricciones en el terreno, como agua o montañas. Estos viajes pueden ser interrumpidos por encuentros aleatorios, en las zonas hostiles situadas a lo largo del mapa del mundo, al igual que en otros juegos relacionados con Final Fantasy. El objetivo en cada mundo es encontrar la entrada al siguiente nivel de la Torre.

### Clases
Al comienzo del juego, el jugador debe elegir la clase, el género y el nombre del "líder" del grupo. Hay tres tipos de clases diferentes: humanos, mutantes (espers en la versión japonesa) y monstruos, cada una con sus puntos fuertes y débiles. Una vez que empieza el juego la clase no puede ser cambiada, pero sí pueden ser reclutados hasta tres personajes a través de un proceso similar mediante los «Gremios» («Member Guilds») de varias ciudades. Pueden ser reclutados personajes para reemplazar a los fallecidos en combate, aunque el líder es irremplazable, y personajes de altos niveles podrán ser parte de tu grupo más adelante en el juego.
La actuación de un personaje en la batalla está determinada por los valores numéricos ("estadísticas") de cuatro categorías. Cada estadística está en el rango de 1 a 99 y las categorías son: fuerza, eficacia del atributo fuerza; defensa, la habilidad de reducir el daño recibido; agilidad, eficacia de las armas de largo alcance o habilidad para evadir ataques; y mana, efectividad de los ataques mágicos. La vida del personaje se mide en puntos de golpe o "hit points" (HP), teniendo así como estadística el HP actual y el máximo, que pertenecerá al rango de 0 a 999. Las estadísticas del personaje dependerán de su clase – los humanos tienen mayor HP, fuerza y defensa, y los mutantes son físicamente más débiles pero disfrutan de una estadística elevada en cuanto al mana. Para aumentar las estadísticas de humanos y mutantes se puede utilizar diferentes tipos de equipo. Clase-Monstruo: Los personajes dependen de su subclase y sus estadísticas varían mucho.
Los Humanos aumentan sus estadísticas a partir de objetos que otorgan bonus permanentes, como "FUERZA", "HP200", mientras que los atributos de los Mutantes simplemente aumentan al terminar una batalla por incrementos al azar y las habilidades las pueden ganar (o perder) en el proceso. Los Monstruos cambian su poder al consumir "carne" obtenida en las batallas; dependiendo de la subclase del monstruo y del origen de la carne. Versiones posteriores del juego lanzadas para WonderSwan y móviles, eliminan este efecto completamente.

### Equipo y habilidades
La función básica del equipo en los juegos SaGa es el incremento de los atributos del personaje. Por ejemplo, equipar al personaje con un yelmo de oro incrementa su estadística de defensa base. La cantidad de objetos equipables que puede tener un personaje depende de su clase, de este modo, los Humanos pueden equiparse con ocho objetos, los mutantes con cuatro y los monstruos no pueden equiparse con nada. Hay cinco tipos de armadura: escudos, hielmos, armaduras, guanteletes y zapatos, y el personaje solamente se puede equipar con uno de cada tipo, excluyendo a los monstruos. En cuanto a armas, hay espadas, martillos, látigos, libros de hechizos y pistolas, todas ellas utilizan la fuerza, agilidad o mana del personaje, además pueden utilizarse un número específico de veces antes de que se rompan y se borren del inventario del personaje. Los escudos se pueden utilizar como objetos de combate, un número limitado de veces, y permiten al usuario evadir ataques enemigos.
Los mutantes y los monstruos tienen diferentes hechizos y habilidades dependiendo de su experiencia en batalla y su subclase, estas están separadas en cuatro categorías: ataque, no combativos, curativos y resistencias/debilidades. Cuando se utilizan en combate, los hechizos de ataque y habilidades dañarán al objetivo con un tipo elemental, los hechizos y habilidades no combativos infligen varios estados alterados (como "ceguera") o grandes beneficios al objetivo. Los hechizos y habilidades de curación recuperan el HP del objetivo y pueden ser usados fuera de combate. Algunos hechizos y habilidades tienen rasgos añadidos , como affectar a un grupo de enemigos u absorber HP del objetivo. Cada hechizo y habilidad tiene un número finito de usos, y una vez agotados se pueden recargar visitando una posada. Resistencias y debilidades son habilidades que se activan durante el combate, siendo representadas por "O" o "X" al lado del elemento o dolencia con la que están relacionadas, respectivamente, otorgan al personaje resistencia o debilidad frente a varios tipos de ataques; los estados alterados conceden inmunidad frente a ese estado en particular.
Los objetos curativos pueden ser encontrados o comprados en el juego a través de diversos medios; cada uno de éstos tiene un número limitado de usos y puede ser activado desde el inventario del personaje o desde las opciones del submenú para restaurar HP o eliminar estados alterados a un objetivo, una vez que se está fuera del combate. Al igual que otros objetos del inventario, con el fin de utilizarlos durante el combate, deben ser puestos en el equipo de los miembros del grupo.

### Combate
El combate se inicia cuando un jugador encuentra un enemigo, entonces el mapa cambia a la "pantalla de batalla". El enemigo aparece en la parte de arriba, por encima de los personajes del jugador; cada batalla utiliza un menú basado en un sistema de turnos. Al principio de cada turno, el jugador elige si luchar o intentar huir. En el caso de que elija la opción de luchar, entonces elige la acción para cada uno de los miembros del grupo, ya sean sus hechizos de ataque, defensa, usar magia o equiparse objetos. Una vez que ha elegido las acciones para cada uno de sus personajes, empieza el combate. Los participantes realizan la acción en un tiempo determinado por su estadística de agilidad. En el caso de que elija la opción de huir y fracase, los personajes pierden su turno y el enemigo ataca. El combate termina si consiguen huir, si todos los enemigos son derrotados o si todos los personajes han sido vencidos; en el último caso, el juego termina y se tiene que volver a cargar desde el último punto donde se haya guardado.
Al ganar combates se pueden conseguir objetos y dinero, además, algunos monstruos pueden dejar carne, la cual es consumida por los personajes pertenecientes a la clase monstruo. Los pertenecientes a la clase muntante, pueden "evolucionar" en este momento, aleatoriamente pueden incrementar estadísticas o ganar un hechizo mágico o habilidad, posiblemente sobreescribiendo uno existente. Todos los miembros del equipo que hayan perdido HP durante el combate, lo pueden recuperar usando objetos curativos, hechizos, posadas o elementos del mundo como fuentes curativas. Si un miembro del grupo muere en combate, pierde un "corazón" y puede resucitar en un pueblo, en el edificio con un símbolo con forma de corazón. Los personajes muertos que no tengan "corazones" no se pueden resucitar, alternativamente, un miembro muerto del grupo, puede ser reemplazado completamente por otro personaje reclutado en un gremio, sin tener en cuenta el número de corazones que le queden.

## Historia

### Escenario
The Final Fantasy Legend se desarrolla en muchos mundos centrados a lo largo de la torre, construida por Dios en tiempos remotos para enlazar los mundos. Existen cuatro mundos importantes que crean las diferentes capas de la torre: el Mundo del Continente que está en la base, el Mundo del Océano en el 5.º piso, el Mundo del Cielo en el 10.º piso y el Mundo de Ruinas en el 16.º piso. El tiempo no fluye constante entre los niveles de la torre, presentando así varios mundos más desarrollados tecnológicamente que otros, existiendo así diversos monstruos en cada mundo; algunos hostiles, pero muchos de ellos amistosos con los humanos y dispuestos a la coexistencia. En cada mundo, también existe una rama de la raza humana (llamada mutantes) ; son descendientes de la unión entre humanos y otras razas del Mundo del Continente y están en sintonía con la magia.
El Mundo del Continente es una vasta tierra regida por tres reyes que están constantemente en guerra por el control de su mundo, además, cada uno de ellos posee un objeto necesario para abrir la entrada a la torre. El Mundo del Océano consiste en varias pequeñas islas rodeadas por agua, cada una de ellas conectada por pequeñas cuevas. Los piratas vagan por el mar de este mundo, prohibiendo los viajes en barco. El Mundo del Cielo tiene grandes masas de tierra suspendidas en nubes, y está regido por un poderoso dictador que vive en su castillo volador. El Mundo de Ruinas es un paisaje urbano avanzado tecnológicamente, reducido a ruinas tras un post-apocalipsis debido a los continuos ataques de monstruos.

### Argumento
Estando enfrente de la torre, el héroe y su grupo se dan cuenta de que no pueden escalarla hasta el paraíso sin antes quitar el sello de la puerta de la base. En el mundo situado en la base, los tres reyes llamados Armadura, Espada y Escudo luchan por el dominio utilizando una parte del equipo legendario correspondiente a sus nombres. Al visitar al Rey Armadura, el grupo se da cuenta de que está enamorado de una chica que también le corresponde a sus sentimientos, pero que no se puede casar con él ya que un bandido ha secuestrado al pueblo hasta que ella le corresponda. Entonces, el grupo derrota al bandido y el rey, como gratitud les da su armadura. El Rey Espada ataca a los héroes que quieren acabar con él y se queda con sus espadas. Al final, el Rey Escudo muere a manos de su mayordomo y después de una breve lucha, el grupo recupera su escudo. Restableciendo el equipo de la estatua de un gran héroe, reciben la Esfera Negra, pero son atacados por Gen-bu, el primero de los demonios controlado por Ashura. Una vez derrotado, utilizan el poder de la Esfera para entrar a la torre.
Subiendo por la torre llegan a otra puerta; dentro se encuentra un segundo mundo rodeado por agua. A través de cuevas, encuentran una isla flotante que les permite viajar por el mundo por vía aérea. Entonces, encuentran un hombre viejo, Ryu-O, que les propone un arcertijo y al resolverlo obtienen el Airseed, que les permite respirar bajo el agua y así poder entrar al palacio submarino. Donde encuentran al segundo demonio, Sei-ryu; lo derrotan y recuperan la mitad de la segunda esfera. Tras volver con Ryu-O, revela que es el guardan de la otra mitad de la esfera y las dos mitades pertenecen a la Esfera Azul.
Utilizando la Esfera Azul, el grupo puede continuar subiendo por la torre hasta llegar a un mundo de nubes, dominado por Byak-ko y un ejército de bandidos. Se dan cuenta de que Byak-ko ha sido eliminado recientemente por un movimiento clandestino de resistencia, a excepción de Millie y Jeanne, las dos hijas de su líder. Temporalmente se une al grupo un miembro de la banda de Byak-ko para encontrar a las chicas, e intentar defenderlas hasta que Millie traiciona a Jeanne y el grupo es capturado. Al liberarse, se enfrentan al tercer demonio, que intenta matar a Millie; Jeanne coge un arco y el grupo se encarga del demonio. Al derrotarlo, recuperan la Esfera Blanca y continúan con su viaje.
El cuarto mundo es un posapocalíptico paraje yermo; Su-Zaku vaga por la superficie definida por un impenetrable campo de fuerza. El grupo, en busca de refugio, llegan a un metro abandonado donde conocen a Sayaka, quien los dirige a la siguiente ciudad. Allí es donde se tienen que enfrentar al líder de una banda de motoristas, So-Cho, pero su hermana Sayaka interviene y los dos grupos empiezan a cooperar para derrotar a Su-Zaku. En cuanto reúnen las partes necesarias para desactivar el campo de fuerza, So-Cho sacrifica su vida para guiar al grupo a través de una planta de energía atómica. Las bestias emboscan la ciudad y Su-Zaku secuestra a Sayaka, entonces, el grupo derrota a Su-Zaku y obtienen la Esfera Roja que les sirve para poder seguir con su viaje.
Subiendo la torre, el grupo descubre los restos de una familia que intentó llegar al Paraíso pero fracasaron, y un libro cuenta que Ashura está siendo controlado por alguien. Lo encuentran al final, guardando la última puerta, donde les ofrece a cada uno de ellos el control de uno de los mundos, pero rechazan la oferta y lo derrotan. Antes de poder pasar por la puerta, caen en una trampa en el último piso. Encontrando de este modo a los aliados que han conocido a lo largo de su viaje y deciden volver a subir la torre. A medida que suben las escaleras que rodean la torre, se van encontrando con cada uno de los demonios anteriormente derrotados. Una vez en la cumbre, encuentran a Dios y este les dice que todos los demonios y la misma torre son parte de un juego que él ha creado para ver a los héroes derrotar el mal y por su éxito obtendrán una recompensa. Enfadados por haber sido manipulados, rechazan la recompensa y desafían a Dios, quien insiste en que, al ser el creador de todo lo que les rodea, lo puede utilizar a su antojo. Estos lo derrotan en una cruenta batalla y descubren una puerta que les lleva a un lugar desconocido; consideran la opción de entrar, pero deciden volver a su mundo.

## Desarrollo
The Final Fantasy Legend fue ideado por Nobuyuki Hoshino y desarrollado bajo la dirección de Akitoshi Kawazu dos años después de que Final Fantasy fuera lanzado. Fue la primera entrega de la serie Sa Ga en Japón y el primer juego para Game Boy producido por Square. El presidente de Square, Masafumi Miyamoto pidió a los desarrolladores, crear un juego para Game Boy tras ver el éxito que tuvo el Tetris y la popularidad de la consola portátil. Kawazu y su socio Kiochi Ishii decidieron que en lugar de crear un juego parecido al Tetris, crear lo que demandaban los consumidores: un juego de rol.
El concepto de duración del juego para Square era que fuera completado en un plazo de seis a ocho horas, basándose en la duración de un vuelo entre Narita, Japón y Honolulu, Hawái. Los desarrolladores pensaron en optimizar el juego para cortos momentos de juego, para por ejemplo, poder jugarlo entre la cogida de un tren a otro. Square elevó el número de encuentros aleatorios con respecto a otros juegos de rol, de este modo, los jugadores tenían asegurado al menos un encuentro por sesión y así mantener la expectativa del jugador. The Final Fantasy Legend fue diseñado para ser difícil y de funcionalidad avanzada, descrito así por Kawazu como la diferencia entre SaGa y la serie Final Fantasy. Square implementó muchas ideas para distanciarse de otros juegos, en particular, el sistema de "carne" permite a los jugadores recolectar habilidades enemigas, aunque en un principio es difícil de implementar.
Kawazu participó directamente en el desarrollo del argumento, trabajando junto con Ishii, Takashi Tokita y Hiroyuki Ito, quienes trabajaban al mismo tiempo en otros proyectos de Square. Ishii e Ito desarrollaron la disposición del mundo y su geografía, mientras que Ryōko Tanaka hizo los gráficos de fondo. Tokita diseñó a los personajes y los sprites del juego. La pantalla monocromática de la Game Boy era un obstáculo para algunos gráficos como el fuego, que fue especialmente difícil de representar sin color, por lo tanto, tuvieron que desarrollar un mundo que fuera en "blanco y negro". Tanaka , más tarde, se dio cuenta de que los 2-megabits de capacidad de los cartuchos de Game Boy limitaba mucho sus diseños, por lo que el equipo eliminó algunos elementos de la versión final del juego para poder asegurar el máximo rendimiento.

### Audio
La banda sonora de The Final Fantasy Legend fue compuesta por Nobuo Uematsu y consistía en dieciséis pistas. En un principio, Uematsu tuvo que arreglárselas con el sonido que permitía el hardware de Game Boy, ya que es diferente al de Famicom, una nueva opción de stereo, formas de onda únicas y solamente tres notas musicales. Kawazu quería que la música se pareciera a los dos títulos anteriores de Final Fantasy , pero Uematsu optó por desarrollar nuevas formas de onda. A pesar de las limitaciones de audio de la Game Boy, Uematsu expresó su deseo de componer la música otra vez en el 2.000, aunque añadió respecto a la idea de un remake, que "sería mejor tener música de alta calidad y gráficos, pero hay que asegurarse de que los usuarios disfruten el juego”.
Square reutilizó muchas canciones del juego (en especial el tema "Battle") en posteriores títulos y recopilaciones de bandas sonoras. La música introductoria, titulada "Prologue", apareció un remix como el opening de los siguientes dos SaGa. "Heartful Tears" (más conocido como "Wipe Your Tears Away") se convirtió en el tema representativo para los siguientes títulos SaGa, utilizado en cinco de los juegos y organizado de una manera diferente cada vez. En 1991 se incluyeron quince pistas en dos discos "All Sound of SaGa" en la banda sonora que abarca la serie de Game Boy SaGa y sus versiones por parte de Square Enix en diciembre de 2004 como SaGa Zenkyoku Shu. La última pista, "Journey's End", es una versión sintetizada de seis pistas del juego que están combinadas en una sola por Uematsu. En el librito de All Sounds of SaGa, decía que Uematsu disfrutaba escuchando las canciones mientras recordaba escenas del juego. La Orquesta Filarmónica de Kanagawa tocó la canción en el concierto Press Start 2008 – Symphony of Games- como parte "Cuando Nobuo Uematsu era joven" (Wen Nobuo Uematsu Was Young), mientras que el "Tema Principal" fue tocado junto a "Save the World" de Final Fantasy Legend II el 9 de julio de 2011 en el concierto Symphonic Odysseys.

### Mercadotecnia
Fueros creados muchos artículos de merchandising del juego, incluidos libros y tarjetas de teléfono. La editorial Futaba Publishers Ltd. publicó en febrero de 1990 un libro titulado Makai Toushi Sa·Ga—Boukenshatachi no Rekuiemu (冒険者たちのレクイエム?, Réquiem para esos Aventureros). Escrito por Misa Ikeda, de 287 páginas; el libro formaba parte de la serie de aventuras para niños de Futabasha para Game Boy, y detallaba el viaje de un héroe hacia lo más alto de la torre para alcanzar el Paraíso. En agosto, Square lanza el juego Final Fantasy Ryūkishi Dan - Knights (=ファイナルファンタジー竜騎士団?, Final Fantasy Dragon Knights), un «fan book» de impresiones y dibujos de la serie. El juego fue uno de los primeros pequeños lanzamientos en octubre de 1992 por la revista Game Player en una cinta de videollamada Game Player's Gametape for Game Boy Games, que contenía una demostración del juego y ofrecía un tutorial.

## Versiones y relanzamientos
Square relanzó el juego en diciembre de 1989 en Japón como Makai Toushi Sa·Ga e incluyó un mapa de los cuatro mundos del juego; al poco tiempo lanzaron una versión revisada. Square lo tradujo al inglés en marzo de 1990 y planeó relanzarlo con nuevos gráficos en Norteamérica, como The Great Warrior Saga. Square le cambió el título a The Final Fantasy Legend para relanzarlo el 30 de septiembre de 1990 aprovechando la popularidad del videojuego Final Fantasy. Los desarrolladores hicieron pequeñas modificaciones para esta versión, como quitar los créditos del juego y ajustar la longevidad de ciertas armas. Cambiaron parte del texto, incluyendo la omisión de algunos acertijos de Ryu-O, quitando la mención al autosacrificio, creando un verdadero propósito para la Torre, además de alterar el diálogo de Dios para hacerlo menos siniestro. En 1998, Sunsoft licencia los juegos "Final Fantasy" para Game Boy, relanzándolos en Norteamérica el mismo año. A pesar de la noticia de compatibilidad con la Nintendo Game Boy Color, la versión relanzada no traía nuevas mejoras.
Square anunció en septiembre de 2001 un relanzamiento de Final Fantasy Legend para la consola de Bandai, WonderSwan Color; la versión exclusiva para Japón debutó en marzo del 2002 con su título original japonés. Toshiyuki Itahana rehízo los bocetos y gráficos y Square añadió escenas animadas, además de esto, los desarrolladores dejaron que los jugadores pudieran ver de antemano la transformación de un monstruo después de comerse la carne obtenida en el combate. La versión original de Game Boy permaneció intacta, pero se hicieron cambios como ajustes del juego, la introducción de un bestiario y algunas características adicionales que permitían a los jugadores apuntar automáticamente a un enemigo para el ataque en combate.
El 30 de enero de 2007, Square Enix volvió a utilizar el nombre original japonés del juego y en el Tokyo Game Show de septiembre de ese mismo año presentó una versión portátil del juego de Wonderswan para jugar en teléfonos móviles. A finales de 2008, Square puso a disposición una descarga para el i-mode japonés, teléfonos compatibles Ezweb y teléfonos compatibles Yahoo! Mobile. Esta versión no dispone del bestiario, ni de la versión original de Game Boy, pero se condensan algunas de las escenas cinemáticas del juego, además de tener soporte para chino y equipo nuevo en las tiendas que te puedes encontrar a lo largo de la aventura.

## Acogida
The Final Fantasy Legend es el primer juego de Square que vendió más de un millón de copias; la versión de Game Boy vendió 1.37 millones de copias en todo el mundo (1.15 millones en Japón) a 31 de marzo del 2003. Square enseguida relanzó dos secuelas para Game Boy y publicitó los posteriores juegos SaGa en otras consolas. El monstruo de un solo ojo de la portada de la caja japonesa se convirtió en la mascota de la serie, apareciendo en la secuela como un personaje llamado "Mr. S". El Fundador de Game Freak, Satoshi Tajiri comentó que la saga Pokémon estuvo influenciada por este juego, dándoles la idea de que se pueden hacer más juegos aparte de los de acción.
El juego tuvo críticas tanto positivas como negativas y una valoración de un 50,63% en los ranking de juegos. IGN definió The Final Fantasy Legend como "un RPG convincente con un complejo sistema de juego y una banda sonora sólida", pero se quejó de la dificultad del juego y sus "anticuados" gráficos. La revista alemana Power Play le dio una puntuación de un 78% y alabó su potencial para Game Boy y el ser el primer juego de rol para la plataforma. Allgame elogió el título por sus méritos como juego de rol, pero criticó su gran dificultad y su falta de objetivo. The Chicago Tribune dijo que el juego era "un poco lento en algunos puntos, pero, al igual que Final Fantasy, vale la pena la espera", y una "buena aventura". Los Retronautas de 1UP.com describieron el juego como el sucesor de Final Fantasy II, aunque añadieron que los sistemas involucrados no se refinaron adecuadamente hasta su secuela; añadiendo además que la aleatoriedad de la clases mutante y monstruo hacían el juego muy difícil.
Otras publicaciones reaccionaron más favorablemente ante The Final Fantasy Legend. El autor Jeff Rovin elogió muy favorablemente el juego en el libro How to Win at Game Boy Games, citando el manual completo y considerándolo como "un logro para la Game Boy y un juego extremo de su tipo", aunque no tan complejo como The Legend of Zelda. Spencer Yip de Siliconera dijo que era un juego al que estaba agradecido de haberlo jugado, comentando que abrió su mente a juegos que se basaban más en la historia que otros títulos como Dragon Quest, y esto en parte le llevó a la creación de la web. En mayo de 1991, Nintendo Power nombró al juego como el tercer mejor juego de Game Boy del año anterior y en septiembre de 1997 apareció en el ranking "Top 100" de juegos de los 70 que salieron para Nintendo, afirmando que se había "mantenido fiel la tradición de Square Soft". Jeremy Parish de 1UP.com lo nombra como uno de los juegos "esenciales" para Game Boy y uno de los mejores de 1989, teniendo en cuenta la introducción de nuevas ideas que contrastaban con la serie Final Fantasy y lo denominó como "un juego bastante decente por derecho propio". Para Game Daily es el juego definitivo para Game Boy junto con otros títulos relacionados con Final Fantasy, y lo describe como proveedor de "horas de diversión con un juego de rol, sin importar si estás esperando en la consulta del dentista o de camino a casa de tu abuela". Andrew Vanden Bossche describió el juego como "inusual" entre los juegos de rol japoneses, describiendo su narrativa como "experiencias vagamente conectadas más que el tipo de narrativa épica que es más común entre los RPG". El resultado de las muertes de personajes no jugables lo hacía más "conmovedor", un ejemplo de memento mori. Sin embargo, el sistema de la clase monstruo era contrario a la intuición y frecuentemente destacaba el encuentro de enemigos como "diseñado para plantear problemas, no superarlos". Electronic Gaming Monthly, Game Informer, Pocket Games y GameSpot compartieron el sentimiento; los tres últimos lo denominaron uno de los 50 mejores juegos de Game Boy.
La dificultad y el significado del monstruo final, Dios, han suscitado varias menciones. GamePro lo denominó como uno de los "47 Villanos de los Video-Juegos Más Diabóligo de Todos los Tiempos", estando en el puesto 37 de la lista y añadiendo "Tienes que pensar... ¿cuántos puntos de vida le dieron los desarrolladores a Dios?". 1UP.com describe la batalla como "épica", considerando la parte del hecho recurrente de que los juegos de rol japoneses en el que los personajes unen fuerzas para matar a Dios. El cómico Jackie Kashian hizo mención a Dios en Comedy Central Presents, describiéndo la batalla final como "la peor premisa final de todos los juegos", y recalcó el hecho de que llevaba ocho meses intentando derrotarlo. A pesar de la dificultad del jefe final, puede ser derrotado fácilmente con muerte-instantánea del arma "motosierra". En 2009, el planificador de batalla de Square Enix, Nobuyuki Matsuoka, rindió homenaje al hecho en el juego Final Fantasy XIII, otorgándole deliberadamente a un jefe final una vulnerabilidad similar.